# Vinkovci (stacja kolejowa)
Vinkovci – stacja kolejowa w miejscowości Vinkovci, w żupanii vukowarsko-srijemskiej, w Chorwacji. Jest ważnym węzłem kolejowym położonym na linii Zagrzeb – Belgrad.

## Linie kolejowe
- Novska – Tovarnik
- Vinkovci – Županja
- Vinkovci – Osijek